# Job (album)
Job è l'album d'esordio degli A Toys Orchestra, pubblicato nel 2001. Nel febbraio del 2011 la Urtovox, nuova casa discografica del gruppo, pubblica la ristampa dell'album, in collaborazione con la Audioglobe,a cui è affidata la distribuzione.

## Tracce
1. Joy-killer-day
2. Dance of the moth
3. Quiet sorrow
4. Dont' say goodbye
5. Diazapamorchestra
6. I'm here
7. Bamboozelem
8. God's board
9. Learn to unlearn
10. Merry-go-round
11. Electro-gitanus-polka
12. Morphus dream
13. Senseless

## Formazione
- Enzo Moretto - voce, chitarra, piano, synth, chitarra slide
- Ilaria D'Angelis - voce, synth, piano, chitarra, basso
- Raffaele Benevento - basso, chitarra, voce
- Fabrizio Verta - batteria, percussioni